# HarfBuzz
HarfBuzz (transcripció aproximada en llatí del persa: حرف‌باز, OpenType) és una biblioteca de programari gràfic lliure per a renderitzar caràcters tipogràfics vectorials, el procés de convertir text Unicode a glifs amb totes les lligadures necessàries. New HarfBuzz (2012–), té com a objectiu diverses tecnologies de caràcters tipogràfics. Mentre que la primera versió l'Old HarfBuzz, també anomenada harfbuzz-ng (2006–2012), només tenia com a objectiu els tipus de lletra OpenType. HarfBuzz s'empra a molts projectes de programari de codi obert, des de jocs d'eines de widgets a entorns d'escriptori entre altres aplicacions.

## Història
HarfBuzz va sorgir a partir d'un codi que formava part del projecte FreeType. Després es va desenvolupar per separat a Qt i Pango. Posteriorment es va fusionar de nou en un repositori comú amb una llicència MIT. Aquest és l'anomenat Old HarfBuzz, que ja no s'està desenvolupant, a favor de l'actual conegut com New HarfBuzz. El 2013, Behdad Esfahbod va guanyar el O'Reilly Open Source Award pel seu treball a HarfBuzz.

## Usuaris
La majoria de programaris no utilitzen HarfBuzz de manera directa, però utilitzen una biblioteca amb un conjunt d'eines d'interfície d'usuari que l'integra. HarfBuzz és utilitzat per les biblioteques d'interfície d'usuari del GNOME, KDE, Chrome OS, PlayStation 4, Android, Java, i Flutter i directament per programaris com: Chromium, Firefox, LibreOffice (des de la versió 4.1 només a Linux, des de 5.3 a totes les plataformes), Scribus i Inkscape.